# Böja landskommun
Böja landskommun var en tidigare kommun i dåvarande Skaraborgs län.

## Administrativ historik
Kommunen inrättades i Böja socken i Vadsbo härad i Västergötland när 1862 års kommunalförordningar trädde i kraft.  
Vid kommunreformen 1952 uppgick landskommunen i Timmersdala landskommun som 1971 uppgick i Skövde kommun.